# Crassicorophium bonelli
Crassicorophium bonelli är en kräftdjursart som först beskrevs av H. Milne Edwards 1830.  Crassicorophium bonelli ingår i släktet Crassicorophium och familjen Corophiidae. Inga underarter finns listade i Catalogue of Life.